# Лынгинское (сельское поселение)
Лынгинское — упразднённое муниципальное образование со статусом сельского поселения в Якшур-Бодьинском районе Удмуртии Российской Федерации.
Административный центр — село Лынга.
Законом Удмуртской Республики от 11.05.2021 № 43-РЗ к 25 мая 2021 года упразднено в связи с преобразованием муниципального района в муниципальный округ.

## История
Статус и границы сельского поселения установлены Законом Удмуртской Республики от 14 июля 2005 года № 44-РЗ «Об установлении границ муниципальных образований и наделении соответствующим статусом муниципальных образований на территории Якшур-Бодьинского района Удмуртской Республики».

## Население
| 2010 | 2012  | 2013  | 2014  | 2015  | 2016  | 2017 |
| ---- | ----- | ----- | ----- | ----- | ----- | ---- |
| 1075 | ↗1095 | ↘1090 | ↗1093 | ↘1055 | ↘1044 | ↘998 |
| 2018 | 2019  | 2020  |       |       |       |      |
| ↘986 | ↘962  | ↘932  |       |       |       |      |

## Состав сельского поселения
| № | Населённый пункт | Тип населённого пункта       | Население |
| - | ---------------- | ---------------------------- | --------- |
| 1 | Лынга            | село, административный центр | ↗1088     |
| 2 | Новое Пастухово  | деревня                      | ↘4        |
| 3 | Новокулюшево     | деревня                      | ↘3        |